# 手動槍機
手动枪机（manual action），手动供弹枪机（manual-loading action），是指需要射击者完全用手施力操作完成将子弹送入膛室（上膛）并在射击后将用完的弹壳退出膛室（退膛）过程的槍械。由于每次子弹上膛都是以手动的方式进行，这类枪械的射速要远低于进行自动供弹的半自动或全自动枪械。现今手动枪械在军事上除狙击步枪和霰弹枪以外已经大部分被自动供弹枪械取代，但在民间市场使用仍然相当广泛，譬如狩猎、竞赛和居家防御。与自动供弹枪械相比，手动枪械的内弹道不受自动复进的枪机影响，膛压更容易保持稳定，其精度有很大优势，所以在对射速没有要求的情况下更受欢迎。

## 發展沿革
采用直接拉动枪機来完成子弹上膛的栓动式枪栓步枪（Bolt-action rifle）首見於普奧戰爭中普魯士軍隊所採用的德莱赛針發槍，經改進後直到二次世界大戰結束前是各國陸軍主要的步槍配備。戰爭結束後，半自動步槍、自動步槍與突擊步槍很快的取代手動槍機步槍的地位，普遍的配發到陸軍的各單位。由於手動槍機步槍準確度比一般自動步槍佳，所以並未完全退出軍用和警用的行列，而是轉換成為进行精确战术射击的狙擊步槍作配備，與自動步槍共同服役至今。
手动枪机最早出现在M1841德萊賽針發槍上，于1841年被普魯士軍隊制式採用，于1866年普奥战争中大败奥地利军队。后被法国M1866夏塞波步枪采用。M1841与M1866均使用纸包黑火药枪弹，以拇指将纸包弹推入枪膛，射击后以食指将纸包残片取出，或在少量射击时直接将下一发纸包弹顶入。因枪弹底火位于弹头尾部，因此细长而尖锐的击针需轴向穿透整个药包才能触及底火，带来不少麻烦。
毛瑟兄弟于1867年普法战争前夕开始以此为基础开发使用金属弹壳枪弹的旋轉後拉式枪机，子弹底火位于金属弹壳尾部，提高可靠性，并利用枪机的前后移动完成抽壳拋殼和推弹复进，后于1868年取得专利，于1870年普法战争后的1871年被普军采用，立即取代延续殖民时代风格的竞争对手M1869 Werder rifle，定型为毛瑟1871型步槍。
值得一提的是，由於早期的步槍並没有彈倉或彈匣，因此也算是單發步槍；直到後來出現使用管狀彈倉供彈的手動槍機步槍開始才成為所謂的連發步槍。在19世紀末及以後面世的手動槍機步槍為了使用尖頭子彈亦相繼地以盒狀彈倉、可拆式彈匣供彈；而手動槍機步槍的基础结构使其在各种单发装填的步枪中简便而完美地过渡到弹仓供弹方式。

## 近代槍機分類

单发步枪的枪机分类

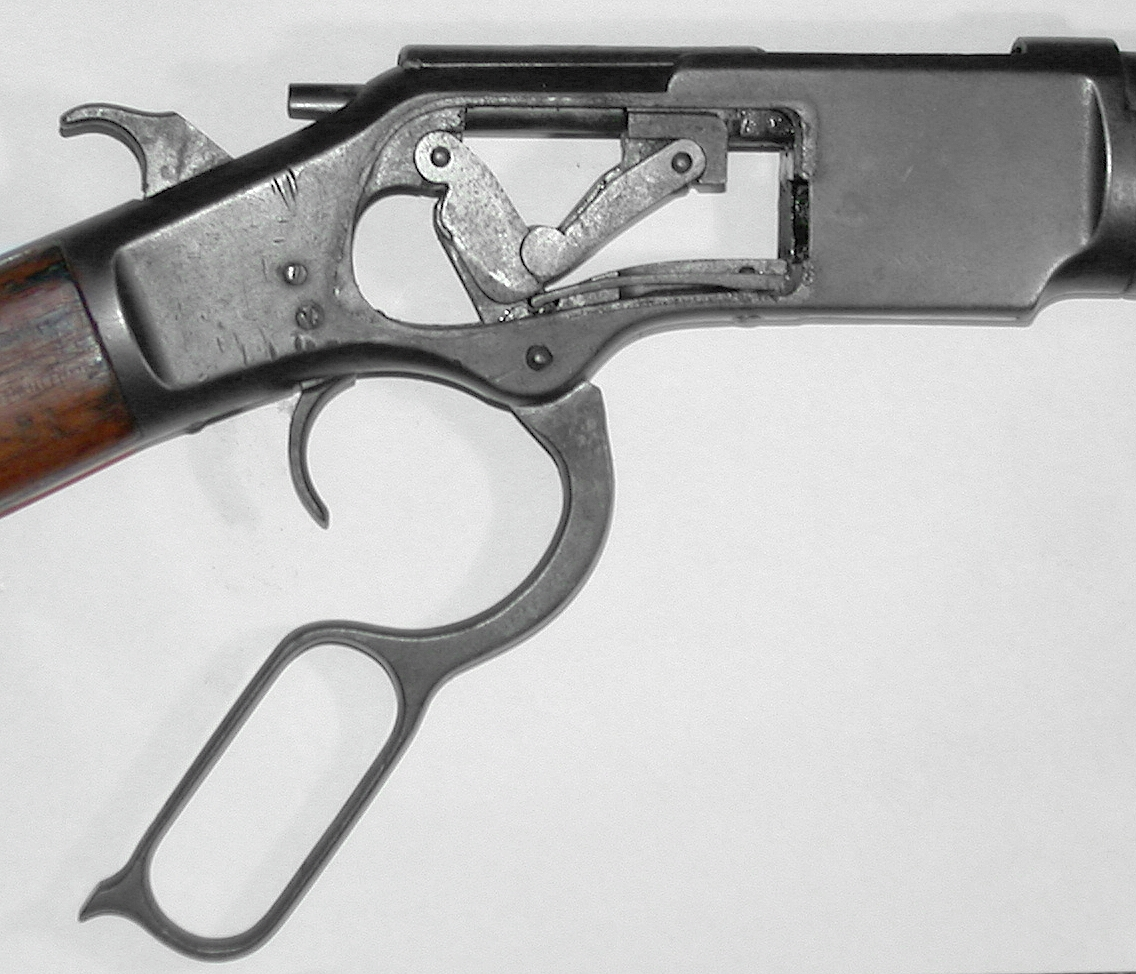
Winchester 73 槓桿式枪机（lever-action）

閂楔垂直闭锁式（Falling block）

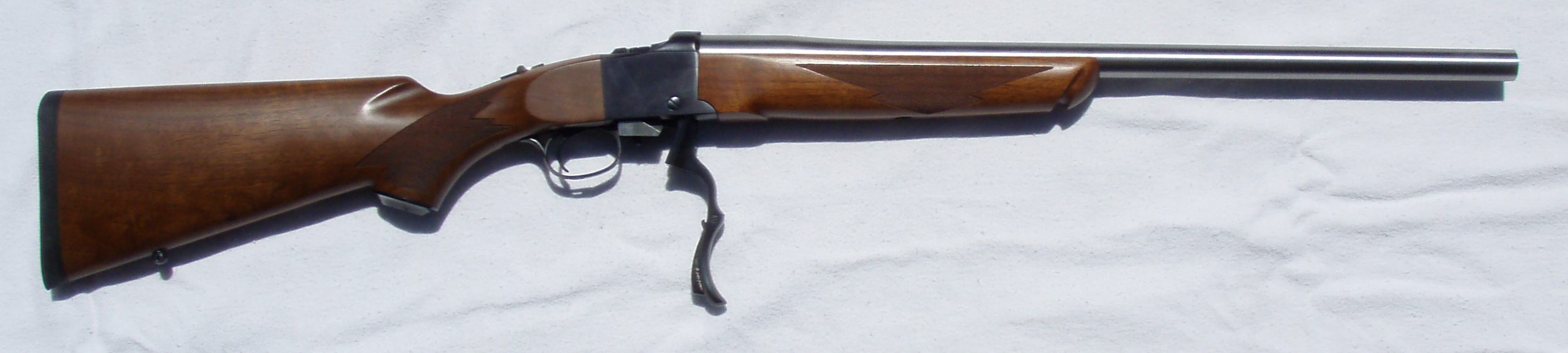
Ruger no1 243 閂楔垂直闭锁式（Falling block）

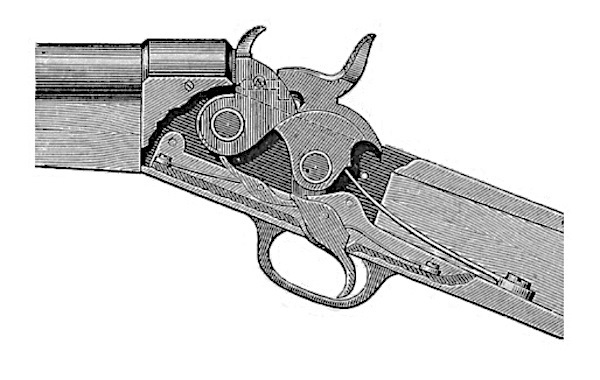
Remington Rolling Block 滾輪閉鎖式槍機

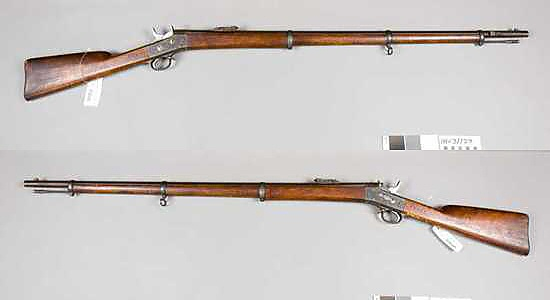
Gevär m-1867 Sverige 使用滾輪閉鎖式槍機

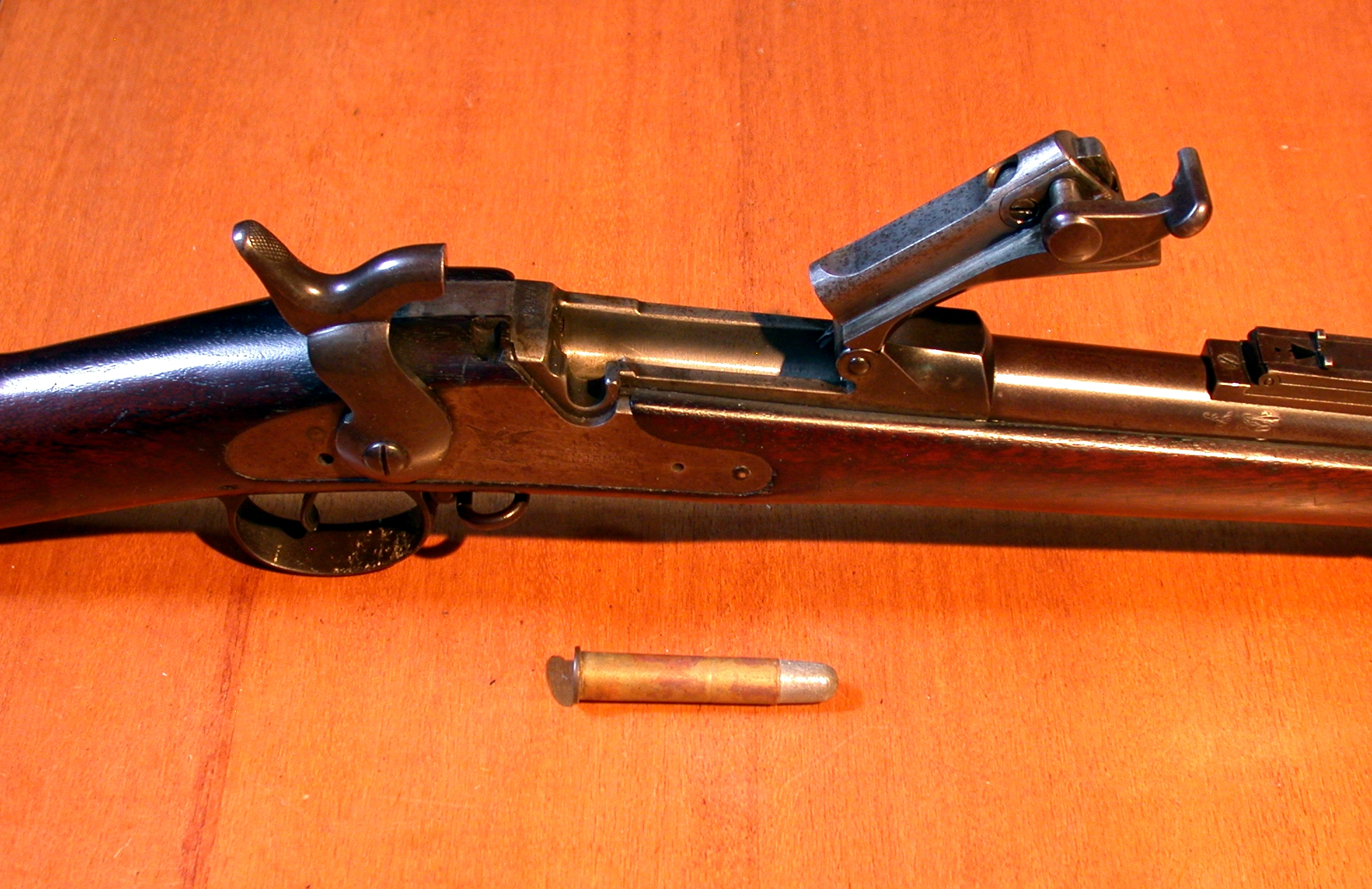
春田1888式步槍的後膛閂鎖上掀狀態

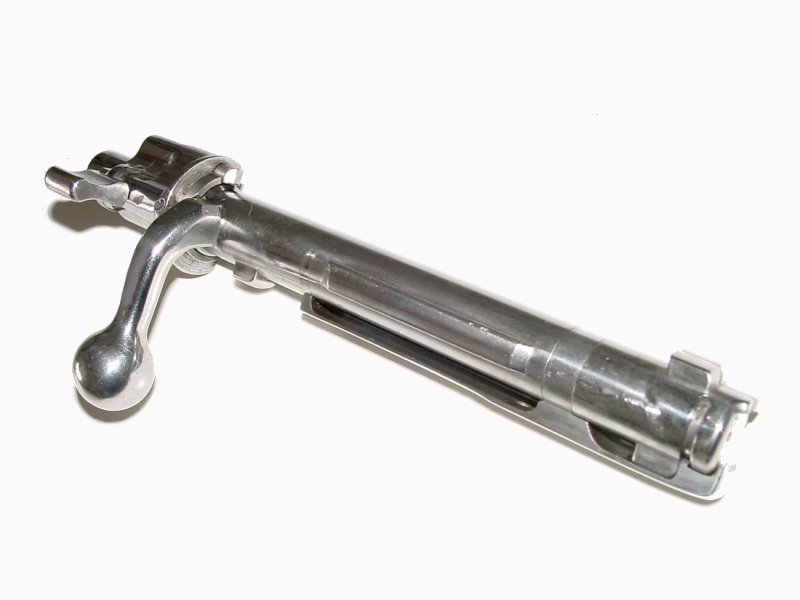
德國毛瑟98的旋轉後拉式槍機

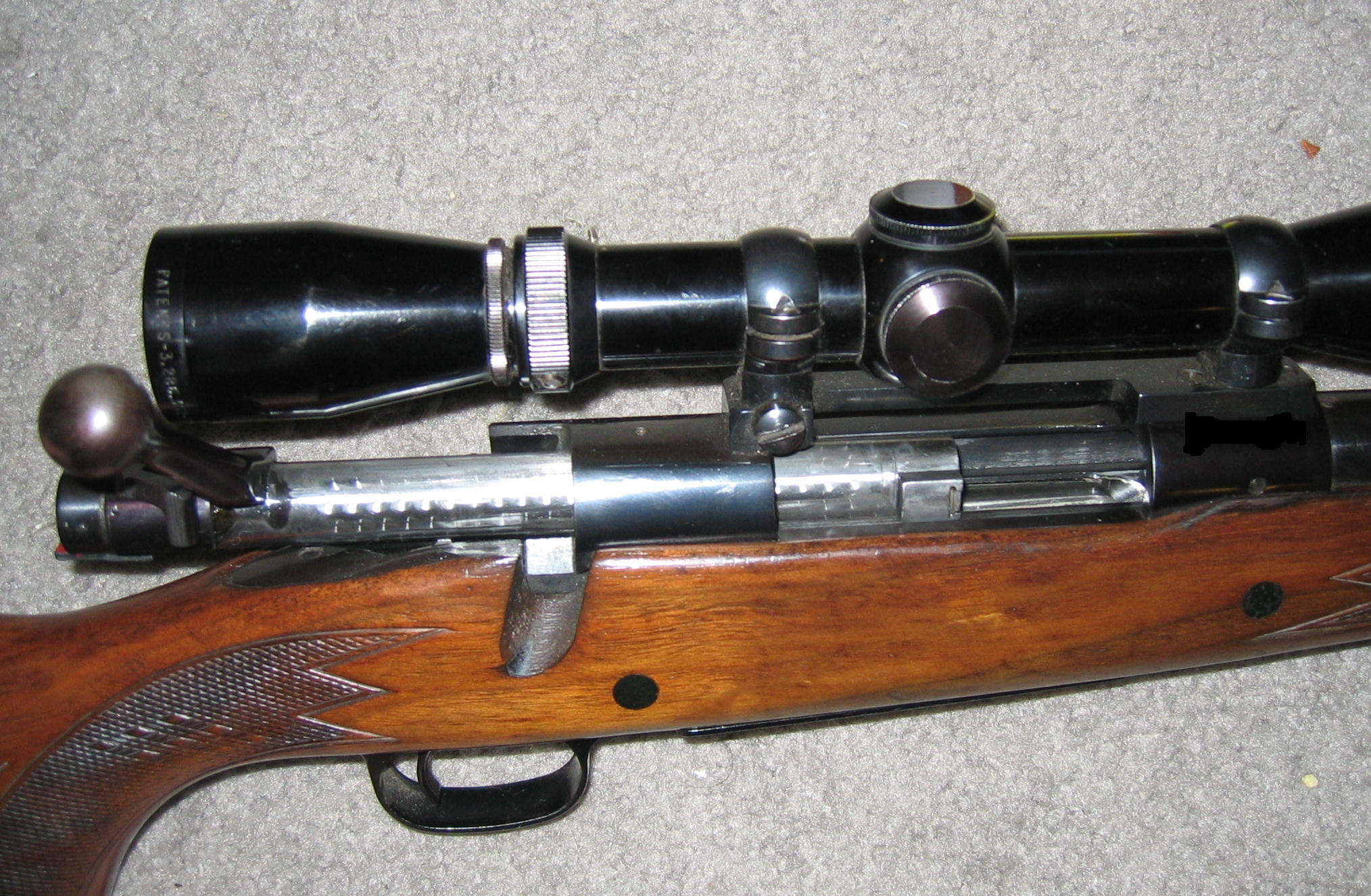
處於半開啟狀態的旋轉後拉式槍機

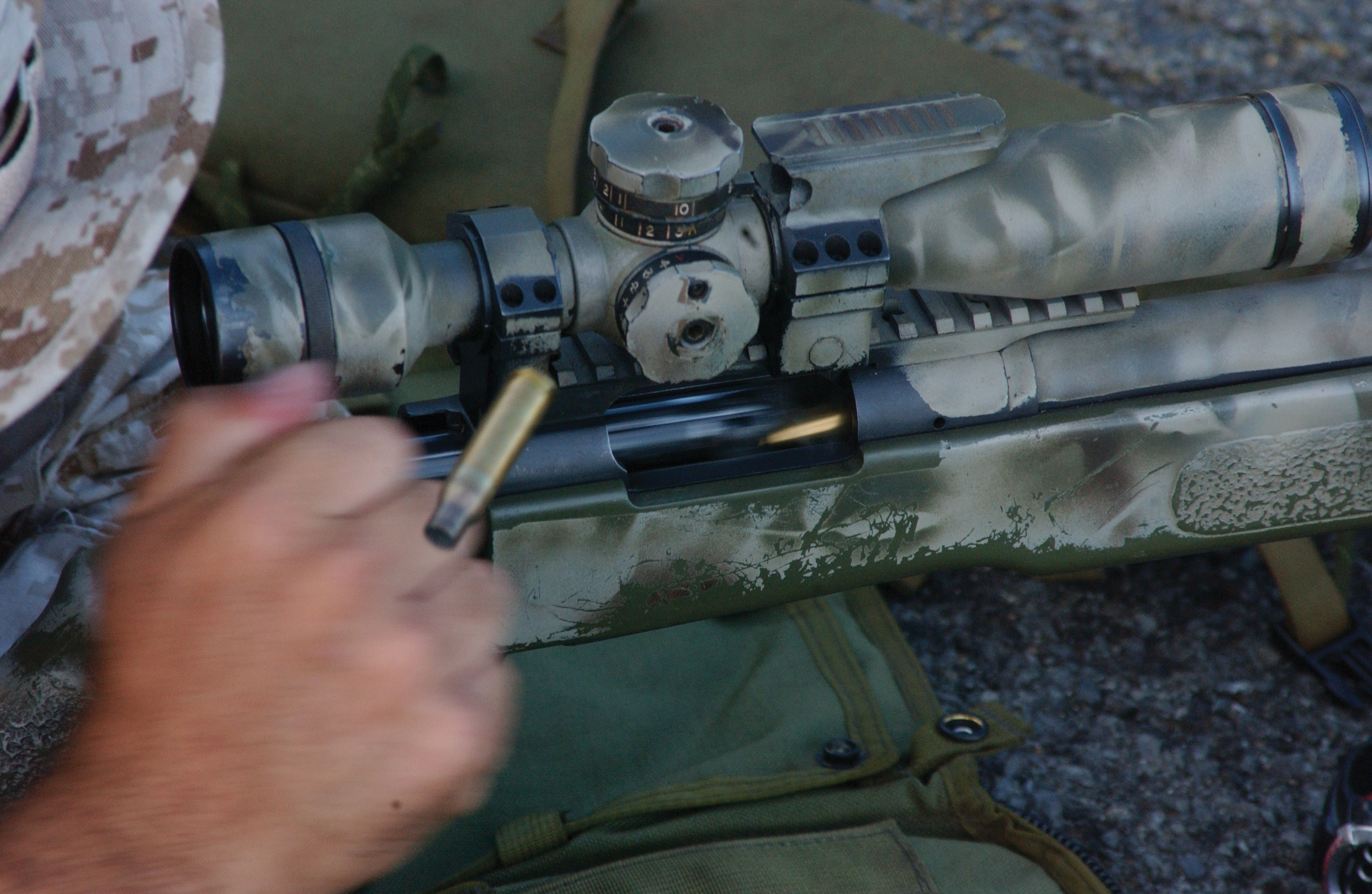
正在進行退膛動作的M40A3

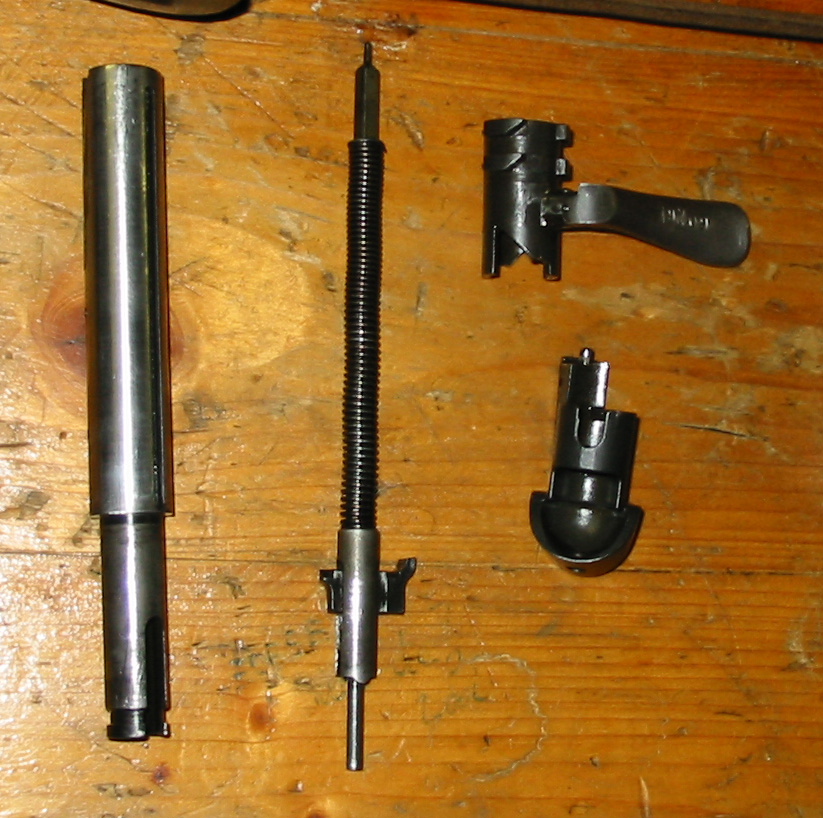
Steyr ssg 69 槍機總成分解，左方是槍機頭，中間是擊針及擊針簧，右上是拉機柄和閉鎖凸耳

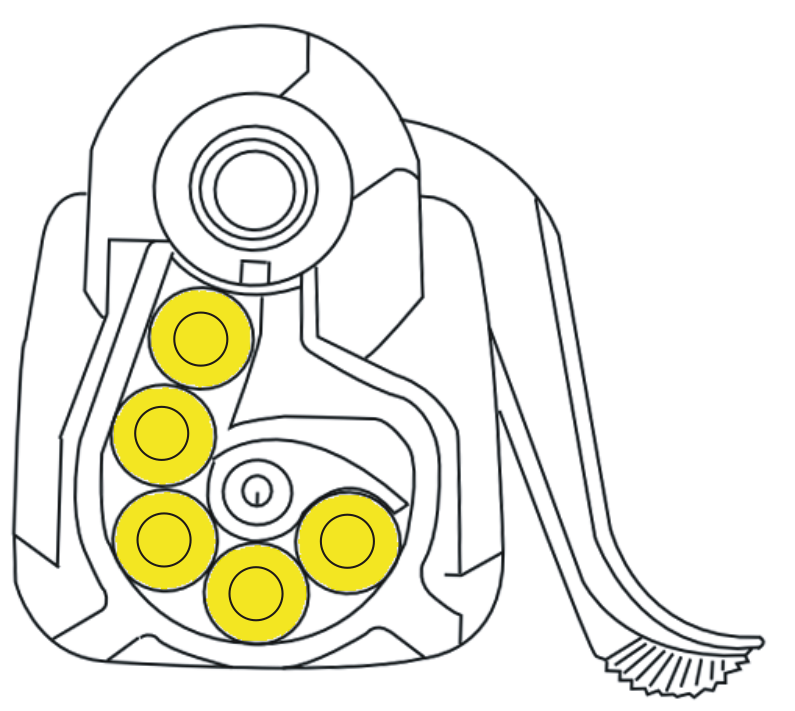
Steyr SSG 69可拆卸式彈倉供彈，這種構型只能用依次單發壓填，不能用五發裝彈莢一次裝填

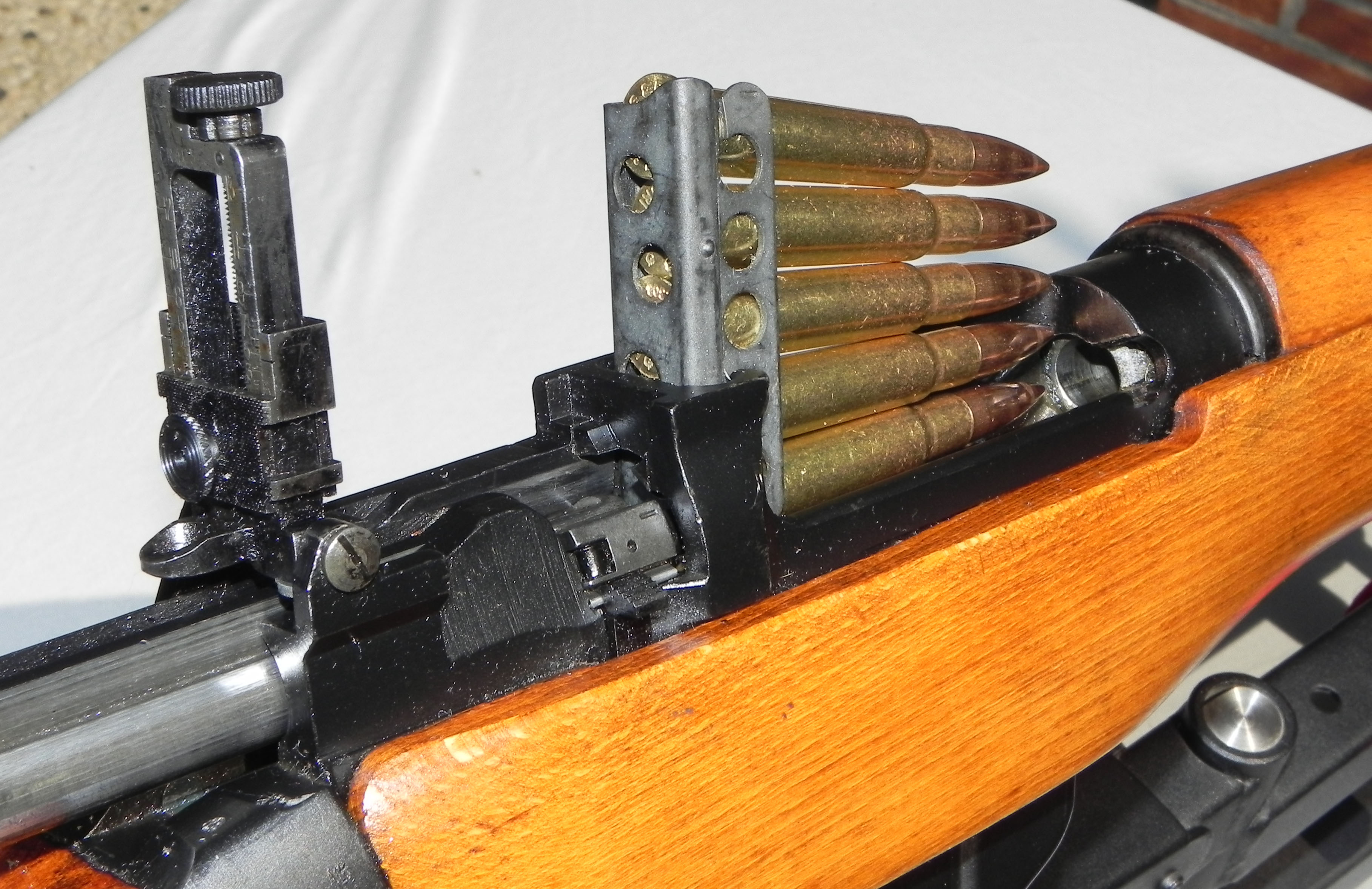
Lee-Enfield No4 Mk2-303Brit 五發裝彈莢壓入十發容量的彈倉，注意彈莢導槽後凹處是此款槍的槍機凸耳卡槽。

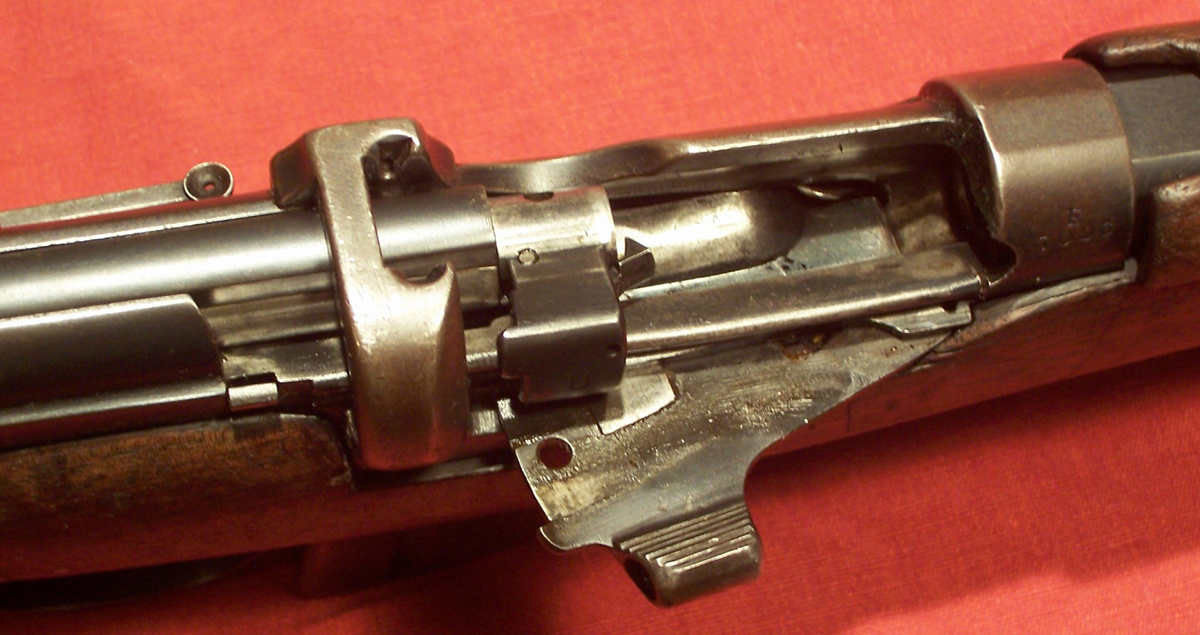
SMLE Mk III的機匣圖片，附有彈倉供彈隔斷器

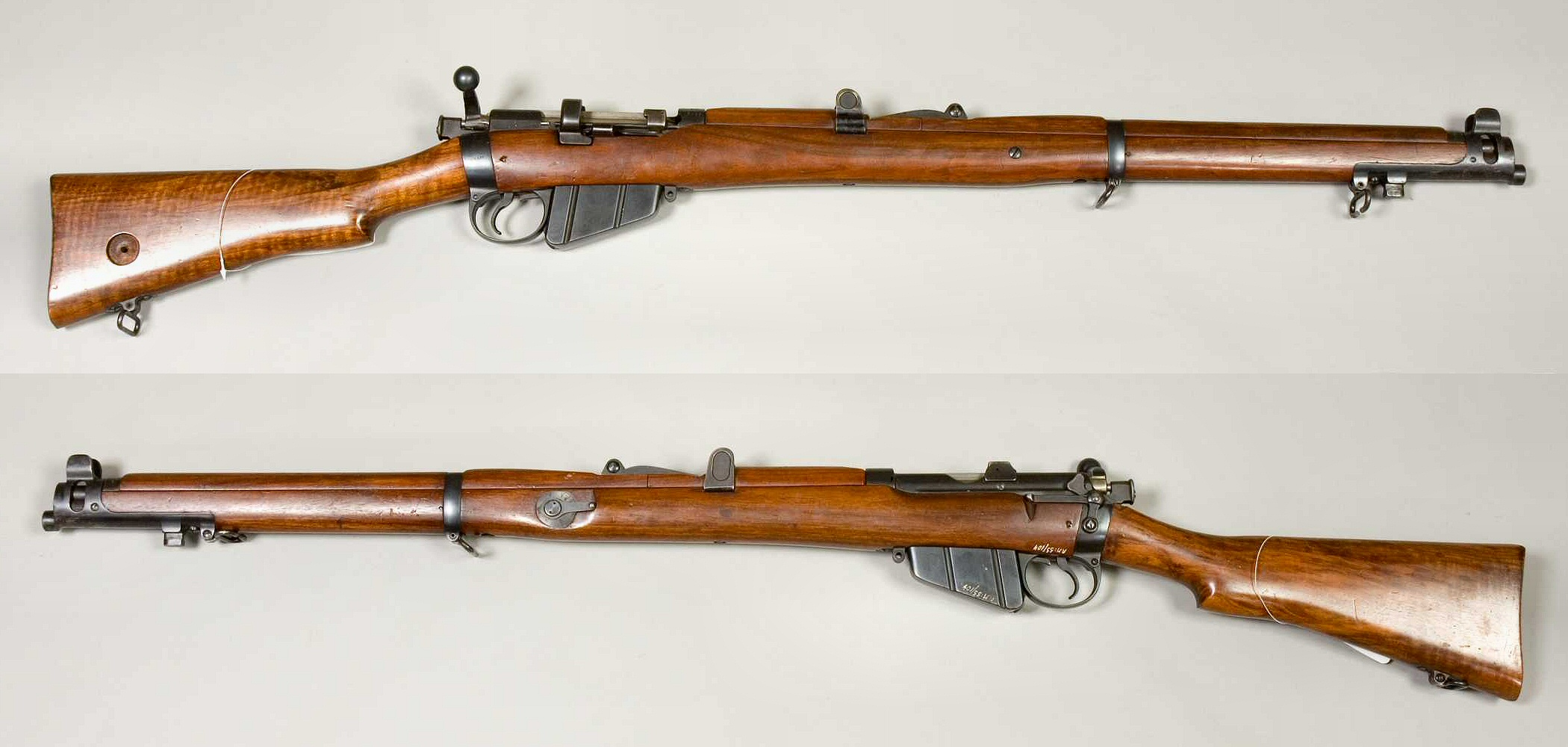
Lee-Enfield Mk III 步槍

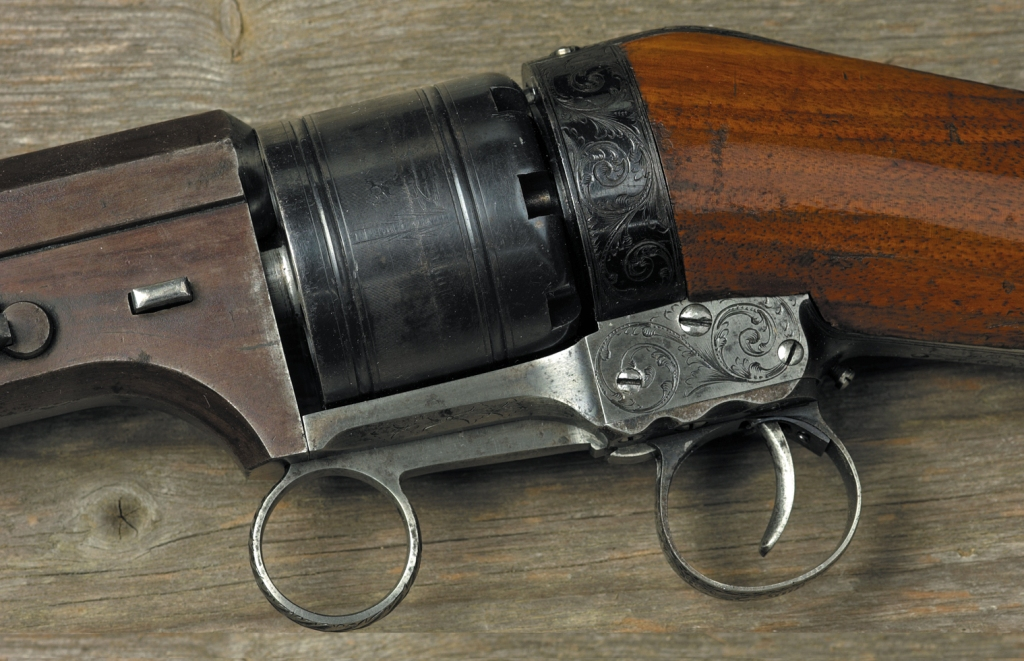
Colt 2nd Paterson Rifle 轉輪步槍

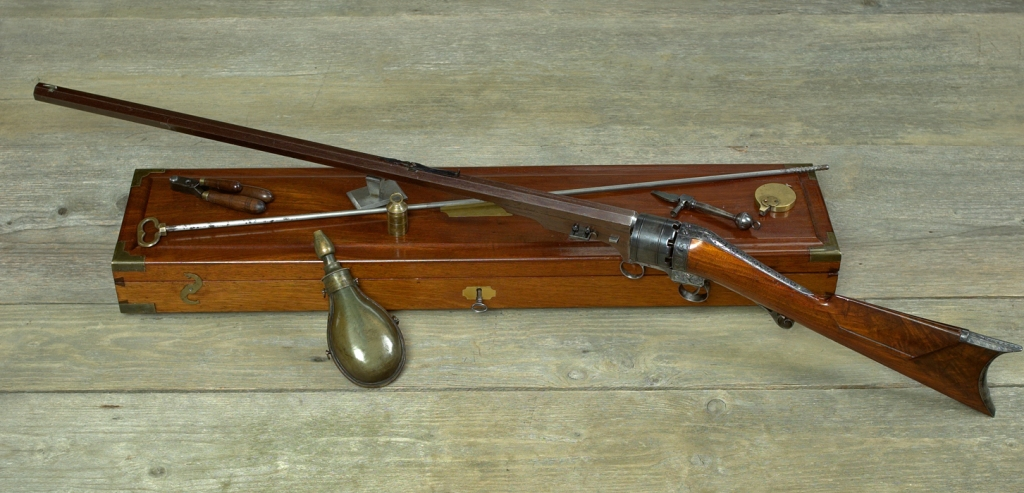
Colt Paterson Gewehr 转轮步枪

### 单发枪械常用槍機種類
早期的手動槍械每次只能向枪内裝填一發子彈，射手每发射一次之后就必须要徒手將使用過的弹壳抽出才能夠裝填下一發，這類枪械稱為單發槍（single-shot firearm）。而为了能够连续多次射击，也出现了雙管槍（double-barreled firearm）和复合枪（combination gun）这类设计。单发枪結構簡單可靠，精度有絕對保障，但對於實戰不便，現在通常只限於狩獵或射擊運動等射速和火力密度要求不高的情况。

#### 闩锁步枪
闩锁步枪的枪机使用一个后膛闩锁（Breechblock）组件来封闭后膛，最早期的後裝槍均使用此類機制，能夠由前裝線膛火槍改造而成以發射金屬定裝彈。主要分以下种类：
- 閂楔垂直闭锁式（Falling block）：夏普斯步槍
- 滚轮闭锁式（Rolling block）：雷明登滾輪閉鎖式步槍（英语：Remington Rolling Block rifle）
- 翻动闭锁式（Hinge block）：春田1888式步槍（英语：Springfield Model 1888）
- 倾斜闭锁式（Tilting block），也称皮博迪式步枪（Peabody rifle）
- 螺丝闭锁式（Screwed block），也称弗格森式步枪（Ferguson rifle）

#### 折管式
折管式枪机（break-action）以拗開機匣和槍管中間的接口部位來退殼和重新上彈。這種設計的缺點是它通常只可以單發，沒有預裝備用彈藥，但是它的射速仍然遠勝於古老的前裝火槍。這種設計通常見於平民和獵人用於防身、射擊運動和狩獵的槍支中。
而對於一些專門發射尺寸很大的彈藥的槍械上仍然有採用的，因為較少有使用多發的必要性，卻超出步槍的範圍，如霰彈槍、榴彈發射器、信號槍等。現代仍有狩獵或射擊運動用步槍採用折管式設計。

#### 双管枪
双管枪（double-barreled firearm）為折管枪的一種，但有两根独立发射的枪管，分平式（Side-by-side）和立式（Over-under）两种类型。

#### 复合枪
复合枪（combination gun）与单管折管步枪设计相似，但是有至少一根有膛线的步枪管外加一根滑膛的霰弹枪管。

### 连发枪械常用槍機種類
1880年左右問世的连发枪（repeating firearm或repeater）装配能一次裝填多發子彈的彈倉和更加复杂的活动枪机构造，射手只需操作枪机連續進行上彈與退彈動作就可以连续射擊，直到彈倉內的子彈使用完畢為止。

#### 转轮式
转轮步枪（revolving rifle）是一种19世纪中叶出现的早期连发枪，设计上基本借鉴转轮手枪，使用一个可以容纳数发子弹的旋转彈巢来达到连发射击的效果。最著名的代表是柯爾特环杆步枪（Colt's Ring Lever Rifle）和1855型转轮步枪（Colt's Model 1855 Revolving Rifle）。雖然有很高的射速，但因為步槍經常以槍手的臉緊貼槍身，而可能被轉輪間冒出的火焰燒傷，結果問世不久即停產。

#### 桿動式
槓桿動作式枪机（lever-action）使用一个向前扳動的扳杆来操作枪机。例如著名的有“赢下西部之枪”（The gun that won the West）美称的溫徹斯特連發步槍，又稱連珠槍，為美國西部片中的常客，優點是射速較快，而且也沒有直拉式槍機的問題，缺點是無法臥姿射擊。而其特有的管狀彈倉，因為子彈要前後排列，在裝入現代中央底火式尖頭步槍子彈時，彈頭易在無意中撞擊引起走火的危險，故軍隊一向不常裝備（除了威力，價格，複雜以外的考量）。

#### 栓动式
栓动式枪机（bolt-action）是通过手柄直接操作枪栓的枪机设计主要分旋转后拉式（turn-pull）和直拉式（straight-pull）两大类。栓动式枪机是最常见的枪机设计，也是19世纪后期和20世纪上半叶（包括两次世界大战）主流步枪设计。在20世纪下半叶各国步兵轻兵器普遍用射速更快的自动武器取代手动枪械后，栓动式枪机因其机械原理的稳健性有利于弹道精准度，依旧是狙击步枪的主流设计。

##### 旋转后拉式槍機
旋转后拉式枪机的主流有三家：最早的毛瑟步槍、后来的李-恩菲爾德步槍和莫辛-納甘步槍，三者原理均基于旋转闭锁，不同在於闭锁机构，即槍機與機匣間的結構及運作方式。李-恩菲爾德采用枪機中部的闭锁凸榫（Bolt Lug）闭锁（後閉鎖），槍机拉柄解锁时旋轉角度60度为最小，较省力而存在易磨损出现事故的风险；莫辛-納甘的闭锁机构為枪機前部闭锁凸榫（前閉鎖），拉机柄解锁时旋轉角度90度同毛瑟，因此操作時所需力量较多，由於閉鎖空間緊湊而最为安全。实际上以枪機闭锁凸榫或枪管节套闭锁槽闭锁或两者同时使用，在毛瑟产品中均有体现。

###### 毛瑟式
毛瑟式旋转槍機最初的單凸榫闭锁機匣（後閉鎖）設計使用在毛瑟1871型步槍上，其閉鎖法一如李-恩菲爾德式採用設計，令其運作速度比Kar98k及春田M1903更快（但仍比李-恩菲爾德步槍慢）。此結構用於瑞典毛瑟步槍、恩菲爾德M1917及P1914等先於Kar98k出場的產品。
後來設計的管节套闭锁槽闭锁（前閉鎖式）則用於1889年式比利時毛瑟步槍到Gew 98步槍、小環毛瑟（small ring）、Kar98k。
毛瑟式機構是世界上最普遍的手動槍機設計，并在各国風靡，類似的設計包括M1891莫辛-納甘式，春田M1903，二戰時的Kar98、三八式步枪、九九式步槍等。該結構比其他結構更為結實耐用，可發射更高壓的彈藥（如馬格南（Magnum）中央式底火彈藥），但射速较低。
毛瑟步槍的旋转後拉式槍機在推出後一直是很受欢迎的手動枪机設計。時至今日如一些民用獵槍、運動步槍、雷明登700系列、溫徹斯特M70、M40狙擊步槍及M24狙擊手武器系統等的採用。

###### 李-恩菲爾德式
李-恩菲爾德槍機首次出現在1889年的李-斯皮德步槍（Lee–Speed rifle）、李-梅特福德步槍（Lee-Metford rifle）及李-恩菲爾德步槍（Lee-Enfield rifle）。李-恩菲爾德式的特點是采用枪栓中部的闭锁凸榫闭锁，凸榫较小且解锁角度60度，因而操作较轻松，而不如毛瑟设计安全。經訓練後的射手，基于中世纪长弓手的经验（中古时期长弓手自青年时期即着重训练腰肌和右手拇、食、中三指的力度，所以通过战场遗骸考察，长弓手遗骸普遍存在脊柱弯曲和右手三指骨骸强壮的特征，亦为现代V字剪刀手势起源传说之一），以右手拇指推动枪機复进，中指扣动扳机射击，再食指拉动枪機退壳（现代模仿者缺乏这样的手指力度），可达到当时很高的射速（mad minute的起源）接近现代半自动步枪的射速。但無法發射更高壓的彈藥，現在只有李-恩菲爾德步槍的衍生型仍採用此設計。

###### 莫辛-納甘式
莫辛-納甘步槍由俄土战争取得经验，参照德国M1871毛瑟与法国M1886勒贝尔，於1891年推出，特點為枪機闭锁凸榫和枪管节套闭锁槽闭锁同时使用，枪管节套闭锁槽解锁时，因节套闭锁槽作用，枪机在旋转的同时还需前行约1-2公釐，因此操作時所需力量最多，而最为笨拙，同时M1891莫辛-納甘缩短了拉机柄以减小携行时的影响，加大了解锁力，后来被下弯式拉机柄取代。莫辛-納甘步槍主要發射180格令的7.62毫米彈藥凸緣彈，無法發射高壓的馬格南彈藥。但优点是易于生产，設計简单可靠，不需要太多的维护，二戰時間生產量極大，直至現在仍然是民用步槍常見型號之一。

###### 勒貝爾式
勒貝爾M1886步槍獨創的設計，因為構造一定要使用固定的管狀彈倉，無法使用現代可拆式彈匣，故現代部隊鮮有使用。

##### 直拉式
直拉式槍機由奧匈帝國設計師曼利夏發明的，因為其射速的優勢一度挑戰旋轉後拉式槍機，為所有現代手動步槍中最快者，如瑞士Schmidt-Rubin及後來的K31步槍、美國M1895李氏海軍步槍、加拿大罗斯步枪及奧匈帝國的曼利夏1895型步槍等採用。優點是動作較簡單和快速，缺點是在战场环境的可靠性較遜。而且一戰時奧匈帝國傲慢自大，沒有及時完全轉用射程較遠的尖頭子彈而戰敗，影響了本設計的名聲，故現在較少採用。布拉賽爾R93和VKS狙擊步槍算是復興了本類設計，冀望有匹敵旋轉後拉槍機的精確度和接近半自動步槍的射速，適合在某些狙擊任務中使用。

#### 泵動式
泵動式槍機（pump-action）也称滑动式枪机（slide-action），是較爲簡單的手動枪机設計，常見于各型民用和軍用霰彈槍上，如溫徹斯特M1897泵動式霰彈槍。利用一根可前後滑動的護木和一根連接槍機的傳動桿，由射手直接驅動槍的槍機進行活塞式運作，以完成射擊循環的手動式運作。射速較快但因為精度的限制，所以通常用於不講究單發命中率的霰彈槍上。

#### 限制釋放式
限制枪栓释放式（bolt-release）枪机是一种类似空仓挂机机制的设计，每次射击后枪栓会被限制回弹，必须要手动推按一个扳杆或按钮才能让枪机继续运作，因此也译为扳杆释放式（lever-release）。因为能向枪管連續供弹上膛的半自动和全自动枪械在21世紀初期的美國及允許公民持有槍械國家受到法律限制甚至禁止，為限制具有大容量彈匣或彈倉的自動武器對社會安全的傷害，立法規定某些槍款必須有「限制连续射擊、強迫手動操作上膛」的功能。具有限制釋放槍機设计的枪械开始从21世纪初期出现在这些国家的市场上。使用法律發布前已存在的自动装填枪械改裝的限制釋放槍機式枪械利用擊發後槍機解锁後推会遭槍機卡榫卡住受限制无法自然复位的特性也稱無彈後定功能，讓射手必须主动去扳动一个特殊设计的小柄或按钮才能将槍機释放使其復位。因为在使用者手动介入释放枪机之前，枪机不会将新的子弹推进入膛，因此从技术层面上来说这种枪机并不属于自动供弹设计，仍属于手动枪的范畴。而相比传统的手动枪械，使用者操作此類槍械时的操作动作要更繁複，因此射击速度也更慢，這也是推出此類槍械的用意。歐美銷售的自動裝填槍械都有無彈後定功能，美國槍械廠商對此規定推出相關產品，比如讓AR-15槍系在單發射擊後限制槍機座(Bolt Carrier)固定在後，加裝的限制小道具讓槍機卡榫(Bolt Catch)不能如往常一拍釋放槍機座復位推彈上膛，必須使用手動操作讓槍機卡榫釋放，這種小道具叫「Extended Bolt Catch Release」（遲滯釋放槍機卡榫），槍械廠推出例如「CZ 515 Tactical 」、法国的Verney-Carron SpeedLine步枪、英国的SGC Lever Release Rifle、美国萨维奇武器公司专门为澳大利亚市场推出的A17R和A22R凸缘底火步枪、捷克兵工厂生产的CZ 515凸缘底火步枪、以及土耳其的Pardus BRS17霰弹枪等產品。

## 著名型号
- 毛瑟Kar98k步槍
- 春田M1903
- 瑞典毛瑟步槍
- 恩菲爾德M1917
- 雷明登700
- M40
- M24
- 溫徹斯特M70
- FN SPR
- 巴雷特M95
- 巴雷特M98B
- CheyTac M200
- 精密国际AW
- 精密国际AW50
- 精密国际AX338
- SV-98狙擊步槍
- 布拉塞爾R93

## 備註
1. ↑  中文維基把Cylinder 自動轉換成「汽缸」，詞不達意
2. ↑  「Bolt-action rifle」一詞在19世紀中期問世時，以英語為主相關報導著作書籍對這類後膛槍把子彈裝上槍膛口後，以右手將類似「門閂」（Bolt）的金屬管上手柄（大多數用戶都是右手，有圓球狀的手柄當時放置在「Bolt」的右側）向上推往後拉裝填槍膛子彈後，向前推往下轉，瞄準扣扳機發射，在一次次重複發射動作過程像把拉著門閂桿往復來去滑動，把這裝置叫「Bolt」，動作稱為「Bolt action」，使用這種裝置的後膛槍叫「Bolt action rifle」（手動槍機步槍），隨著科技進步衍生出自動步槍（ Automatic Rifle）、半自動步槍（英語：Semi-automatic rifle）、等用詞。
中國大陸把「Bolt 」直譯為「栓」，「Bolt action」直譯為「拉栓」、「栓動」、「轉栓」，「Bolt action rifle 」直譯成「栓動式步槍」、「拉栓式步槍」、「栓式步槍」，「Bolt gun」直譯「栓槍」（氣動螺栓槍，螺釘槍）
3. ↑  在YouTube用相關字去找「bolt-release rifle」、「lever-release rifle」，「CZ 515 Tactical」，就能理解運作原理

## 延伸閱讀
- Zwoll, Wayne. . Krause Publications. 2003. ISBN 978-0-87349-660-5.